# Aulolaimus filiformis
Aulolaimus filiformis is een rondwormensoort uit de familie van de Aulolaimidae. De wetenschappelijke naam van de soort is voor het eerst geldig gepubliceerd in 1957 door Timm.